# Emil Walch
Emil Walch (* 17. Dezember 1902 in Stuben, Vorarlberg; † 14. November 1967 ebenda) war ein österreichischer Skirennläufer. Ende der 1920er- und Anfang der 1930er-Jahre erreichte er mehrere Spitzenplätze bei internationalen Rennen.
Emil Walch, dessen jüngerer Bruder Willi ebenfalls Skirennläufer war, begann als Jugendlicher mit dem Skisport. In den 1920er-Jahren nahm er an ersten regionalen Skirennen teil. Die ersten größeren Erfolge gelangen ihm 1929 bei den Arlberg-Kandahar-Rennen in St. Anton: Er wurde Vierter im Abfahrtslauf und Neunter in der Kombination. Im Winter 1931 konnte Walch bei den AK-Rennen sogar den Slalom gewinnen und mit Rang sieben in der Abfahrt kam er auf den dritten Platz in der Kombination. Im nächsten Jahr waren seine besten Resultate der achte Platz in der Abfahrt des Arlberg-Kandahar-Rennens in Mürren und der neunte Platz im Parsenn-Derby in Davos. Im Winter 1932 erreichte der Vorarlberger Rang zwei im Parsenn-Derby und am Jungfraujoch belegte er mit dritten Plätzen im Slalom und in der Abfahrt den zweiten Rang in der Kombination. 1933 fuhr Walch seine letzten Rennen. Mit Platz vier in der Parsenn-Abfahrt in Davos gelang ihm das letzte gute Resultat.
Nach der sportlichen Karriere war Walch wieder in seinem erlernten Beruf als Ofenbauer und auch als Skilehrer und Bergführer tätig. Später errichtete er in Stuben sein eigenes Hotel.